# Holidays
Holidays es una película de antología de terror estadounidense de 2016 de cortometrajes de terror subversivos, cada uno inspirado en una celebración diferente. Los directores incluyen a Kevin Smith, Gary Shore, Adam Egypt Mortimer, Scott Stewart, Nicholas McCarthy, Dennis Widmyer y Kevin Kolsch, Sarah Adina Smith y Anthony Scott Burns.
La película tuvo su estreno mundial en el Festival de Cine de Tribeca el 14 de abril de 2016. Luego fue lanzada en video bajo demanda el 15 de abril de 2016, antes de un estreno limitado el 22 de abril de 2016 por Vertical Entertainment.

## Reparto

### Día de San Valentín
- Madeleine Coghlan
- Savannah Kennick
- Rick Peters
- Britain Simons

### Día de San Patricio
- Ruth Bradley
- Peter Campion
- Isolt McCaffrey

### Pascua
- Ava Acres
- Petra Wright
- Mark Steger

### Día de la madre
- Sophie Traub
- Aleksa Palladino
- Sheila Vand
- Jennifer Lafleur
- Sonja Kinski

### Dia del padre
- Jocelin Donahue
- Michael Gross
- Jana Karan

### Halloween
- Ashley Greene
- Olivia Roush
- Harley Quinn Smith
- Harley Morenstein
- Shelby Kemper

### Navidad
- Seth Green
- Clare Grant
- Kalos Cluff
- John C. Johnson
- Shawn Parsons
- Michael Sun Lee
- Wes Robertson
- Karina Noelle
- Scott Stewart
- Richard DiLorenzo

### Víspera de Año Nuevo
- Lorenza Izzo
- Andrew Bowen
- Megan Duffy

## Producción
El proyecto se originó con John Hegeman y su Distant Corners Entertainment. Tim Connors y Adam Egypt Mortimer también produjeron, así como Kyle Franke y Aram Tertzakian de XYZ Films. Los productores ejecutivos fueron Andrew Barrer y Gabe Ferrari, y Nate Bolotin y Nick Spicer de XYZ.

## Estreno
La película tuvo su estreno mundial en el Festival de Cine de Tribeca el 14 de abril de 2016. Anteriormente, Vertical Entertainment y XYZ Films adquirieron los derechos de distribución mundial. La película se estrenó el 15 de abril de 2016 mediante video bajo demanda antes de un estreno limitado el 22 de abril de 2016.